# لو بورجيه
لو بورجيه (بالفرنسية: Le Bourget) هي بلدية فرنسية  تابعة لإقليم سين سان دوني في إيل دو فرانس وتقع في شمال فرنسا وهي اليوم ضاحية لباريس ويسكنها حوالي 13019 نسمة حسب إحصائيات سنة 2006.

## معرض صور

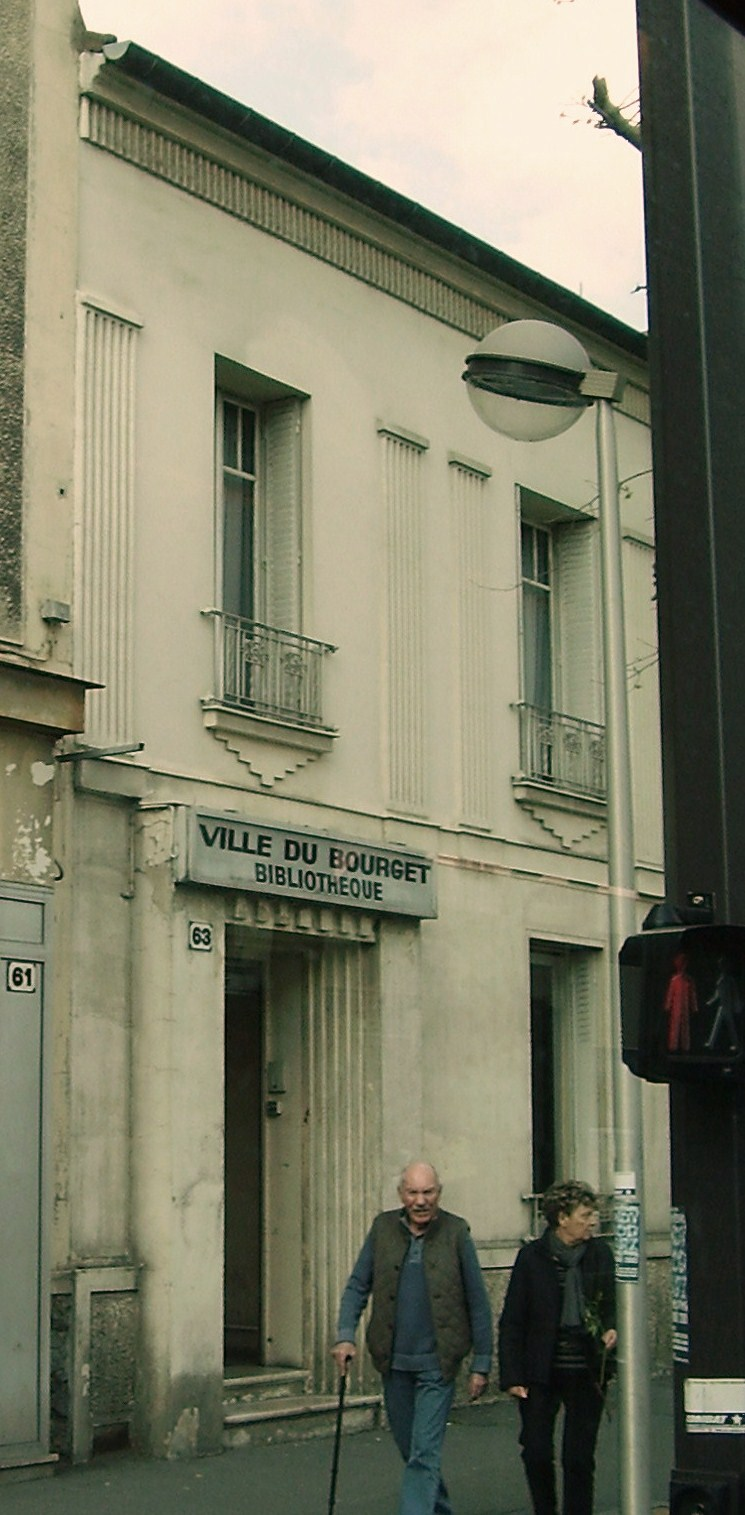
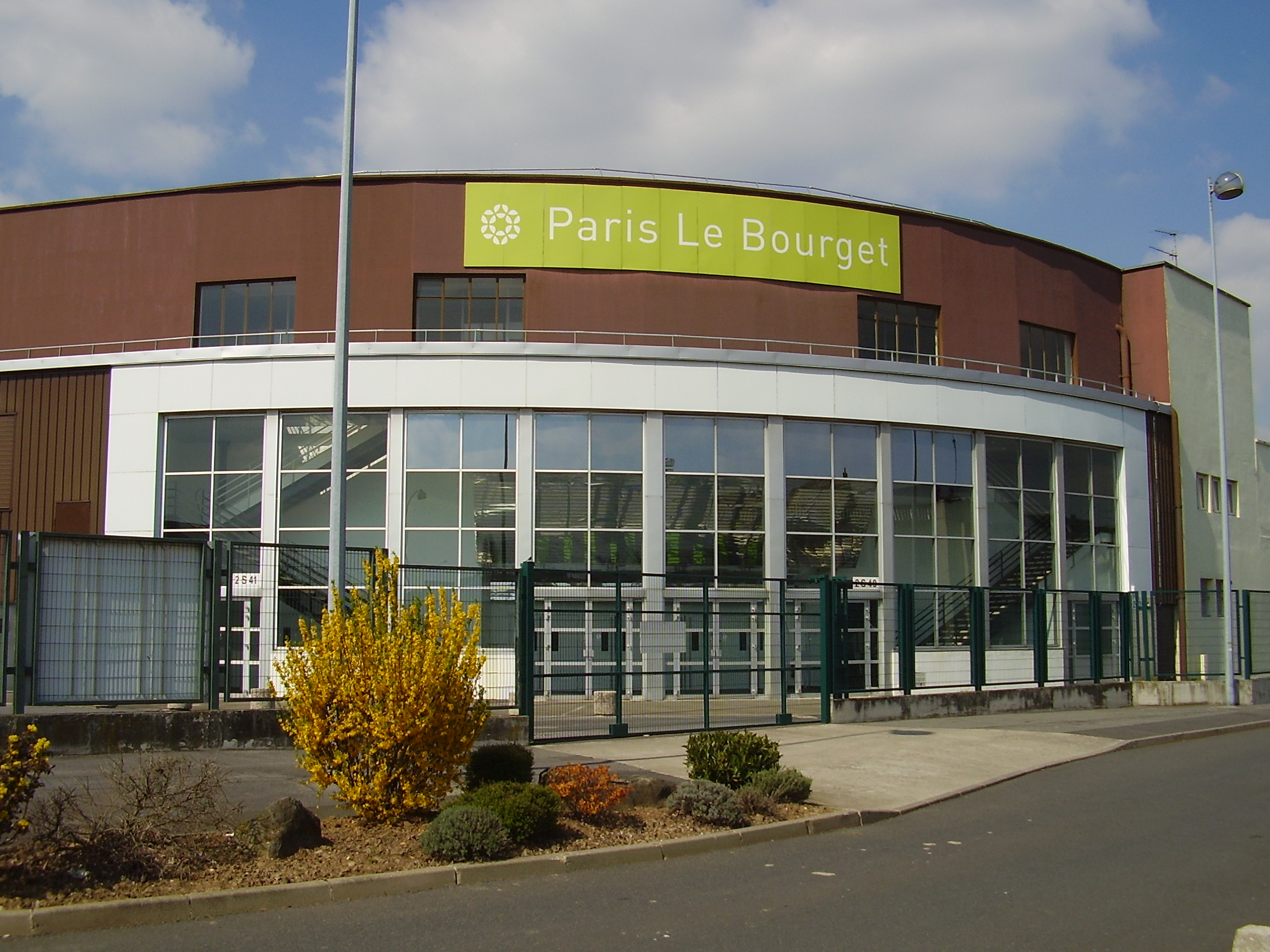
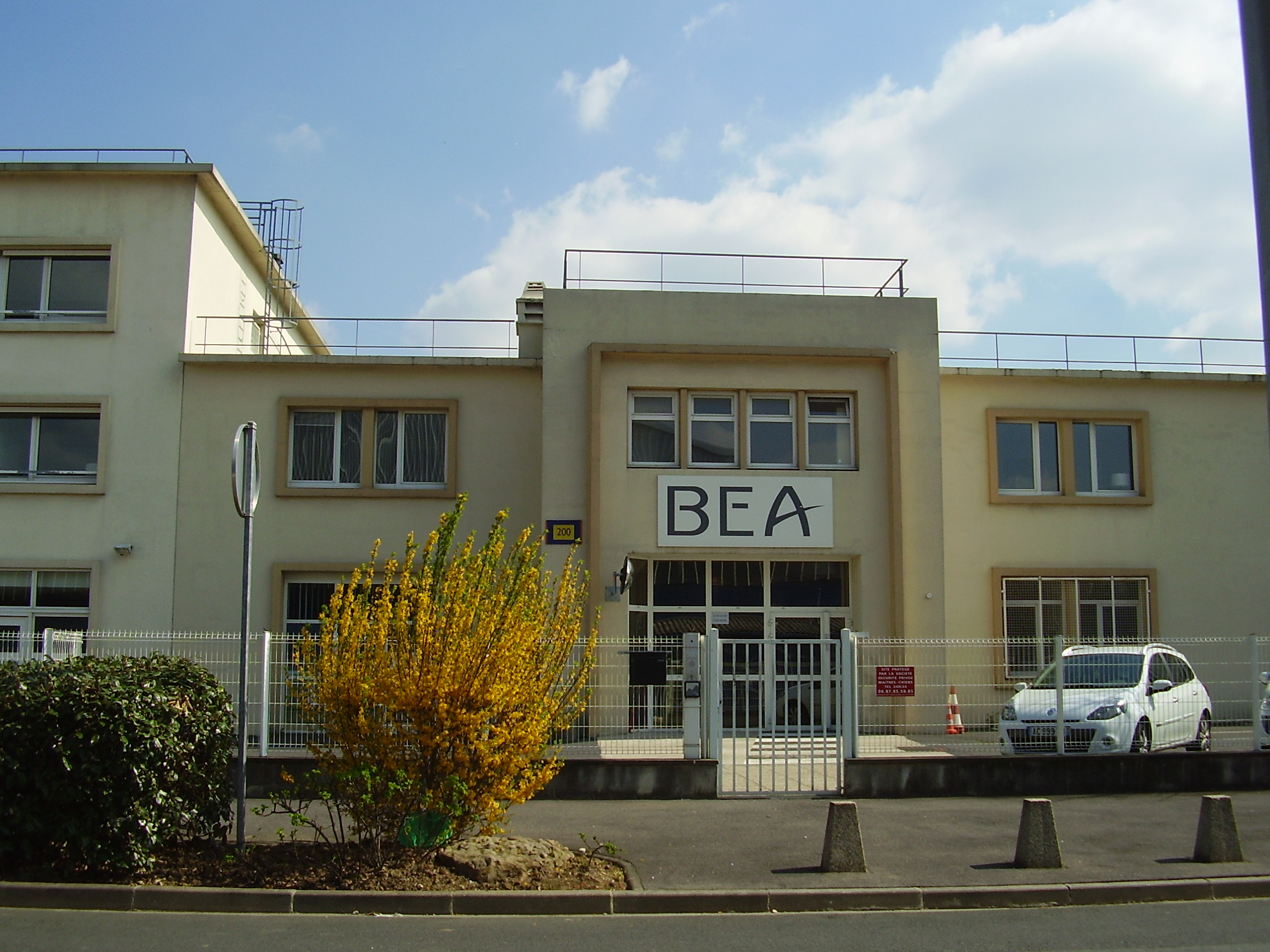

## روابط
- الموقع الرسمي لعمادة المدينة